# Хртић
Хртић је насељено мјесто у општини Двор, у Банији, Сисачко-мославачка жупанија, Хрватска.

## Историја
Село Хртић је највише страдало за време Другог светског рата када је од стране усташа и Немаца, паљено и пљачкано неколико пута. Доста становника овог малог банијског села је било у партизанима. Два позната партизана са Хртића су Сава Гајић, командант Петог дворског батаљона и Урош Слијепчевић, који је био политички комесар Шеснаесте банијске бригаде. Хртић је ослобођен 1. маја 1945. године, када је и сам Двор ослобођен.
Хртић се од распада Југославије до августа 1995. године налазио у Републици Српској Крајини (РСК).

## Становништво
На попису становништва 2011. године, Хртић је имао 112 становника.
| Националност       | 1991. | 1981. | 1971. | 1961. |
| Срби               | 250   | 237   | 304   | 358   |
| Југословени        | 6     | 28    |       |       |
| Хрвати             | 2     | 5     | 3     | 6     |
| остали и непознато | 2     | 1     | 1     |       |
| Укупно             | 260   | 271   | 308   | 364   |

| Демографија | Демографија | Демографија |
| Година      | Становника  | Становника  |
| ----------- | ----------- | ----------- |
| 1961.       | 364         |             |
| 1971.       | 308         |             |
| 1981.       | 271         |             |
| 1991.       | 260         |             |
| 2001.       | 106         |             |
| 2011.       |             | 112         |

### Попис1991.
На попису становништва 1991. године, насељено место Хртић је имало 260 становника, следећег националног састава:
| Попис 1991.‍ | Попис 1991.‍ | Попис 1991.‍ | Попис 1991.‍ | Попис 1991.‍ |
| ----------- | ----------- | ----------- | ----------- | ----------- |
|             |             |             |             |             |
| Срби        | Срби        |             | 250         | 96,15%      |
| Југословени | Југословени |             | 6           | 2,30%       |
| Хрвати      | Хрвати      |             | 2           | 0,76%       |
| непознато   | непознато   |             | 2           | 0,76%       |
| укупно: 260 |             |             |             |             |

На Хртићу су живеле следеће породице: Кладари, Гајићи, Томашевићи, Гаћеше, Слијепчевићи, Месари, Тадићи, Татићи, Цветковићи и Ивановићи.
У овом селу је живео већински број Срба до 7. августа 1995. године, а данас у овом селу живи претежно старо српско становништво које има у просеку од педесет до осамдесет година.